# Неровна Ганна Михайлівна
Га́нна Миха́йлівна Нєро́вная (*7 липня 1940, Запоріжжя) — російський режисер. 
Закінчила акторське відділення школи-студії МХАТ ім. Горького, потім ГІТІС. Із групою акторів-однодумців поставила спектакль Дивовижна баба, що одержав 1-й приз за найкращу постановку на фестивалі «Ігри в Лефортово-87». Після цього їй запропонували створити театр у Черемушкінському районі Москви, і в 1988 під театр було виділене приміщення ЖЕКу. У сезоні 1998—1999 театру «Бенефіс» виповнилося 10 років. На сцені «Бенефісу» ставилися спектаклі по п'єсах А. Арбузова (Не бійся бути щасливим!), Н.Садур (Викрита ластівка), С. Мрожека (Любовне турне), С. Моема (Недоступна), В. Гібсона (Двоє на гойдалці), водевіль В. Плешака (Милі грішниці), дитячі спектаклі Шлямпомпо та Мій батько самий-самий!. Нєровная запрошує для участі у своїх спектаклях артистів з інших театрів: А. Каменкову, Є. Князєва, Є. Івочкину з Театру імені Євг. Вахтангова, А. Чернишова — з театру «Ленком». У трупі театру «Бенефіс» працюють артисти О.Ковиліна, Г. Новиков, О. Сташенко та ін.